# Камбо-ле-Бен
Камбо-ле-Бен (фр. Cambo-les-Bains, баск. Kanbo) — город и коммуна во французском департаменте Атлантические Пиренеи, округ Байонна, кантон Баигюра-э-Мондаррен.

## Географическое положение
Камбо-ле-Бен лежит в 17 км к югу от города Байонна, в 10 км северо-восточнее границы с Испанией. Город находится в исторической провинции Лабурдан, во французской части Страны Басков.
Камбо-ле-Бен известен прежде всего как бальнеологический курорт на реке Нив в Пиренеях. Благодаря исключительному качеству воздуха и мягкому океаническому климату здесь лечат заболевания органов дыхания.

## Достопримечательности
Вилла Арнага, принадлежавшая писателю Эдмону Ростану (постройка 1903 г). Приехав сюда однажды лечиться от плеврита, он переселился в Камбо-ле-Бен со своей женой Розамундой Жерар и жил здесь вплоть до своей смерти в 1918 году. Сегодня это музейный комплекс с французским и английским садами.
В библиотеке виллы любила работать французская поэтесса Анна де Ноай. Сюда приезжали Сара Бернар и Коклен.

## Экономика
Камбо-ле-Бен прежде всего курортный город, и население занято в сфере обслуживания курорта.
Остальная часть экономики ориентирована на сельское хозяйство и садоводство. Здесь производится французский сыр Оссо-Ирати и эспелетский красный перец.

## Знаменитости, связанные с городом
- Жорж-Огюстен Бидо — французский политический и государственный деятель, умер здесь в 1983 году
- Шарль Дени Бурбаки — французский генерал, умер в 1897 году в Камбо-ле-Бен
- Исаак Альбенис — испанский пианист и композитор, умер в 1909 году в Камбо-ле-Бен
- Чомин Пейен — баскский писатель, умер в 2022 году в Камбо-ле-Бен

## История
4 мая 2018 года баскская группировка ЭТА объявила о прекращении вооружённой борьбы.

## Города-побратимы
- Дева, Испания
- Калдаш-да-Раинья, Португалия